# Roksana Chowaniec
Roksana Anna Chowaniec (ur. 2 marca 1975 w Lublinie) – polska archeolog, doktor habilitowana nauk humanistycznych, adiunkt Wydziału Archeologii Uniwersytetu Warszawskiego.

## Życiorys
Jest córką Krystyny Chowaniec. W młodości została harcerką. Absolwentka I Liceum Ogólnokształcącego im. Komisji Edukacji Narodowej w Sanoku z 1994. W 1999 ukończyła studia archeologiczne na Uniwersytecie Warszawskim. 8 października 2008 uzyskała doktorat za pracę pt. Metody edukacji i popularyzacji dziedzictwa archeologicznego (promotor – Aleksander Bursche). 28 lutego 2018 uzyskała stopień doktora habilitowanego w zakresie nauk humanistycznych na podstawie rozprawy zatytułowanej Krajobraz kulturowy antycznego miasta Akrai, w płd.-wsch. Sycylia.
W 2008 została zatrudniona na stanowisku adiunkta w Instytucie Archeologii na Wydziale Historycznym Uniwersytetu Warszawskiego. Pełni funkcję członka Komisji Archeologii Krajów Śródziemnomorskich II Wydziału Historycznego i Filozoficznego Polskiej Akademii Umiejętności, członka Association for Environmental Archaeology, European Association of Archaeologists oraz Prezesa Fundacji Przyjaciół Instytutu Archeologii UW.
Jej zainteresowania naukowe obejmują: archeologię Sycylii grecko-rzymskiej, archeometrię, procesy związane z romanizacją, kulturę materialną, studia krajobrazowe, archeologia wspólnotowa, edukację i popularyzację dziedzictwa archeologicznego (muzealnictwo, konserwatorstwo, metody edukacji, marketing muzealny, ochrona stanowisk archeologicznych).